# Memira
 Der er for få eller ingen kildehenvisninger i denne artikel, hvilket er et problem. Du kan hjælpe ved at angive troværdige kilder til de påstande, som fremføres i artiklen.

Memira Eyecenter er Skandinaviens største firma inden for øjenlaserbehandlinger.[kilde mangler] Firmaet har 15 øjenklinikker i Danmark hvor af en er en øjenlægekonsultation. Samlet i Danmark, Norge, Sverige og Holland har de 70 klinikker.
Memira udføre refraktiv kirurgi/synskirurgi med henblik på at få et permanent godt syn uden briller og kontaktlinser. Memira behandler alle typer af synsfejl: langsynethed, nærsynethed, bygningsfejl og alderssyn, med metoderne: øjenlaserbehandling samt linseudskiftning og operationer med linseimplantat. Memira laver også grå stær operationer.

## Historie
Memira åbnede den første klinik i 1990 i Oslo under navnet Norsk Synskirurgi. Klinikken blev grundlagt af de norske kirurger Bjart Dysthe og Thor Brevik, der som de første i Skandinavien arbejdede med øjenlaserbehandlinger. I 1990 gennemførte de Norges første øjenlaserbehandling på en nærsynet patient og var i 1994 også de første, der korrigerede bygningsfejl med laser. I år 1996 korrigerede de også langsynethed med laser for første gang.[kilde mangler]
Memira Eyecenter i dag en del af Hollandske Bergman Clinics. 